# Bianca Bustamante
Bianca Denise Bustamante (Manila, 19 de janeiro de 2005) é uma piloto profissional de automóveis filipina. Ela faz parte do Programa de Desenvolvimento de Motoristas da McLaren.

## Biografia
Nascida em Manila, Bustamante reside entre Laguna, nas Filipinas, e San Jose, na Califórnia. Ela é filha de Raymund e Janice Bustamante.
Bustamante tem 2,2 milhões de seguidores no Instagram e no TikTok, o que a torna a terceira piloto mulher mais influente do mundo, de acordo com a locadora de veículos Avis. Em dezembro de 2023, ao ingressar na McLaren, ela recebeu reação negativa nas redes sociais depois que se descobriu que ela havia gostado de vários tweets críticos ao piloto de Fórmula 1 Lance Stroll, um dos quais usava linguagem capacitista.

## Carreira
De 31 de janeiro a 4 de fevereiro de 2022, Bustamante competiu em um teste da W Series no Arizona, Estados Unidos, junto com outros 14 possíveis pilotos. Ela então participou de um segundo teste de pré-temporada em Barcelona, de 2 a 4 de março, junto com outras 11 pilotos em potencial e 9 qualificadas automaticamente da temporada anterior da W Series. Em 22 de março, Bustamante foi confirmada para competir na temporada 2022 da W Series. Ela terminou a temporada em 15.º lugar marcando 2 pontos em 7 corridas.
Em 9 de janeiro de 2023, Bustamante foi anunciada para correr sob a equipe italiana Prema Powerteam para o Campeonato dos Emirados Árabes Unidos de Fórmula 4 de 2023. Ela terminou a temporada em 27.º lugar marcando 3 pontos em 15 corridas.
Em 3 de fevereiro de 2023, Bustamante foi confirmada como a segunda piloto a competir na recém-lançada série F1 Academy, exclusivamente feminina, com a Prema Racing. Após a corrida inaugural no Red Bull Ring, Bustamante terminou em 3.º lugar, porém devido a uma infração técnica descoberta durante o parque fechado do carro da Campos Racing de Nerea Martí, Martí foi desclassificada dos resultados empurrando Bustamante para 2.º. Bustamante marcou um total de 116 pontos, terminando em 7.º na classificação do campeonato, apenas um ponto atrás de Amna Al Qubaisi, da MP Motorsport.
Em 18 de outubro de 2023, a McLaren anunciou a assinatura de Bustamante com o Programa de Desenvolvimento de Pilotos da McLaren e que ela representará a McLaren (com apoio adicional da Cisco e Google Chrome) para no campeonato da F1 Academy de 2024 pela ART Grand Prix. Bustamante é a primeira mulher a assinar com o Programa de Desenvolvimento de Pilotos da McLaren e a segunda mulher a assinar com a McLaren depois de Emma Gilmour para o McLaren XE.
Na primeira rodada em Jeddah na Corrida 1, Bustamante terminou a corrida em quinto lugar para somar os primeiros pontos da temporada. Na corrida 2, ela terminou a corrida em oitavo, mas foi promovida para sexto depois que a vencedora Doriane Pin e o sétimo colocado Hamda Al Qubaisi receberam penalidades de tempo pós-corrida.

## Registros na carreira

### Sumário
| Temporada | Categoria                     | Equipe               | Corridas | Vitórias | Poles | V.M.R. | Pódios | Pontos | Classificação |
| --------- | ----------------------------- | -------------------- | -------- | -------- | ----- | ------ | ------ | ------ | ------------- |
| 2022      | USF Juniors                   | IGY6 Motorsports     | 4        | 0        | 0     | 0      | 0      | 32     | 25.ª          |
| 2022      | W Series                      | W Series Academy     | 7        | 0        | 0     | 0      | 0      | 2      | 15.ª          |
| 2022      | Indian Racing League          | Bangalore Speedsters | 5        | 0        | 0     | 0      | 0      | 46     | 17.ª          |
| 2023      | F4 dos Emirados Árabes Unidos | Prema Racing         | 15       | 0        | 0     | 0      | 0      | 3      | 27.ª          |
| 2023      | F1 Academy                    | Prema Racing         | 21       | 2        | 1     | 0      | 4      | 116    | 7.ª           |
| 2023      | F4 Italiana                   | Prema Racing         | 3        | 0        | 0     | 0      | 0      | 0      | 44.ª          |
| 2023      | USF Juniors                   | Exclusive Autosport  | 3        | 0        | 0     | 0      | 0      | 27     | 17.ª          |
| 2023      | Corrida de Fórmula 4 de Macau | BlackArts Racing     | 2        | 0        | 0     | 0      | 0      | N/A    | DNF           |
| 2024      | F1 Academy                    | ART Grand Prix       | 2        | 0        | 0     | 0      | 0      | 18     | 4.ª           |
| 2024      | Fórmula Winter Series         | GRS Team             | 8        | 0        | 0     | 0      | 0      | 0      | 40.ª          |